# 馬特卡鄉
45°51′N 27°32′E / 45.850°N 27.533°E
馬特卡鄉（羅馬尼亞語：Matca, Galați），是羅馬尼亞的鄉份，位於該國東部，由加拉茨縣負責管轄，面積86平方公里，海拔高度60米，2007年人口12,151，人口密度每平方公里142人。